# Fritzholm

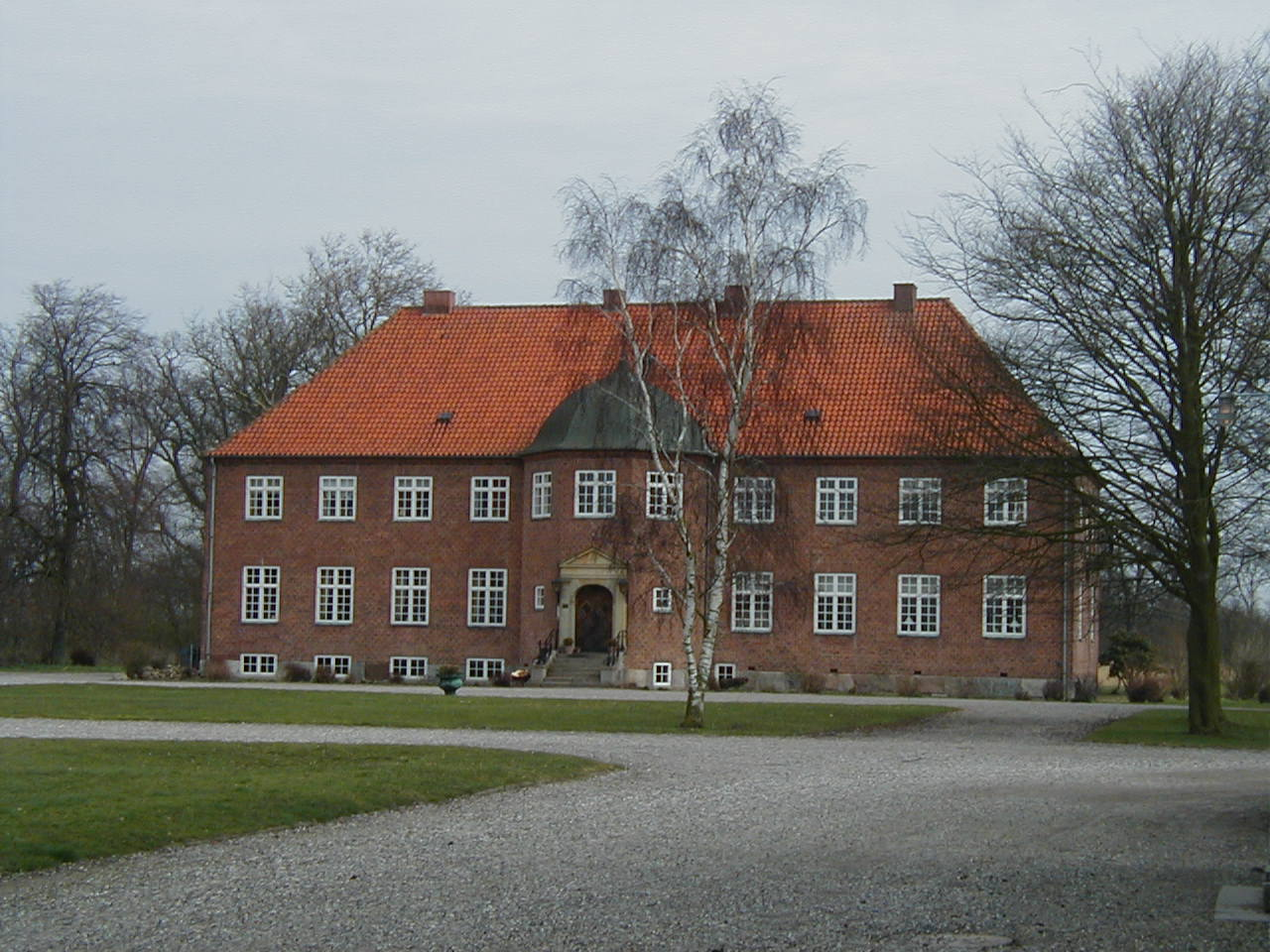
Fritzholm

Fritzholm (auch Friderichsholm, dänisch Fredsholm) ist ein Herrenhaus auf Lolland.

## Geschichte
Fritzholm wurde 1630 auf Veranlassung von Oelgard von Barnewitz erbaut. Sie besaß viel Grund und Boden in der Gegend und kaufte noch mehr für ihre Güter, darunter Rubiergard, hinzu. Sie nannte das Gut „Fritzholm“ nach ihrem Sohn Friderich von Barnewitz. 1648 bekam dieser die Güter seiner Mutter überschrieben. Seinerzeit gehörte Friderich von Barnewitz zu den vier reichsten Männern Dänemarks. Nachdem er im Alter von 31 Jahren 1653 gestorben war, ging sein Besitz, und damit auch Fritzholm, an seine Tochter Øllegaard, die 1674 Christian von Bülow heiratete. Dieser verkaufte das Gut an seinen Schwager Joachim Christiansen von Bülow. Dieser verstarb kinderlos, weshalb Fritzholm und Rubiergard unter vielen Erben geteilt wurden. Erst Frederik Barnewitz konnte 1723 die beiden Güter wieder vereinen. Dessen Sohn Casper Frederik Barnewitz von Bülow verkaufte die Güter 1755 an Ida Margrethe Knuth, die die Güter ihrem Sohn Conrad Detlev Knuth vermachte. 1819 verkaufte der Nachlassverwalter von Carl Conrad Gustav Knuth Fritzholm.

## Eigner
- 1630–1632: Oelgard von Barnewitz
- 1632–1644: Hartvig von Passow
- 1644: Oelgard von Passow
- 1644–1653: Friderich von Barnewitz
- 1653: Oelgard von Passow
- 1653: Ida Jørgensdatter von Barnewitz
- 1653–1674: Øllegaard von Bülow
- 1674: Christian von Bülow
- 1674–1677: Joachim Christiansen von Bülow
- 1677–1680: Magdalene Sibylle Frederiksdatter Rodsteen
- 1680–1685: Frederik Rodsteen
- 1685–1689: Georg Henrik von Lehsten
- 1689–1692: Christian von Bülow
- 1692–1727: Frederik Barnewitz von Bülow
- 1727–1755: Casper Frederik Barnewitz von Bülow
- 1755: Ida Margrethe Knuth
- 1755–1805: Conrad Detlev Knuth
- 1805–1808: Conradine Augusta Knuth
- 1808–1815: Carl Conrad Gustav Knuth
- 1815–1819: Carl Conrad Gustav Knuths Nachlass
- 1819: Simon Andersen Dons / Johan Ferdinand de Neergaard
- 1819–1822: Søren Henrik Lund
- 1822–1840: Henrik August Lund
- 1840–1847: August Villads Bech
- 1847–1865: Carl Henrik Jacob Jensen
- 1865: Frederik Casse / Peder Casse
- 1865–1890: Carl Henrik Jacob Jensen
- 1890: Lollands Spare- og Laanebank
- 1890–1891: Frederik Georg Bøttern
- 1891–1908: Marie Bøttern, Witwe
- 1908–1925: Lars Rasmussen / Peter Rasmussen
- 1925–1926: Lars Rasmussen
- 1926–1938: Lars Rasmussens Nachlass
- 1938–1960: Knud Larsen Rasmussen
- 1960–1991: Fredsholm Gods A/S v/a Familie Rasmussen
- seit 1991: Gustav Erik Reventlow von Rosen